# سان بيليغرينو تيرمي

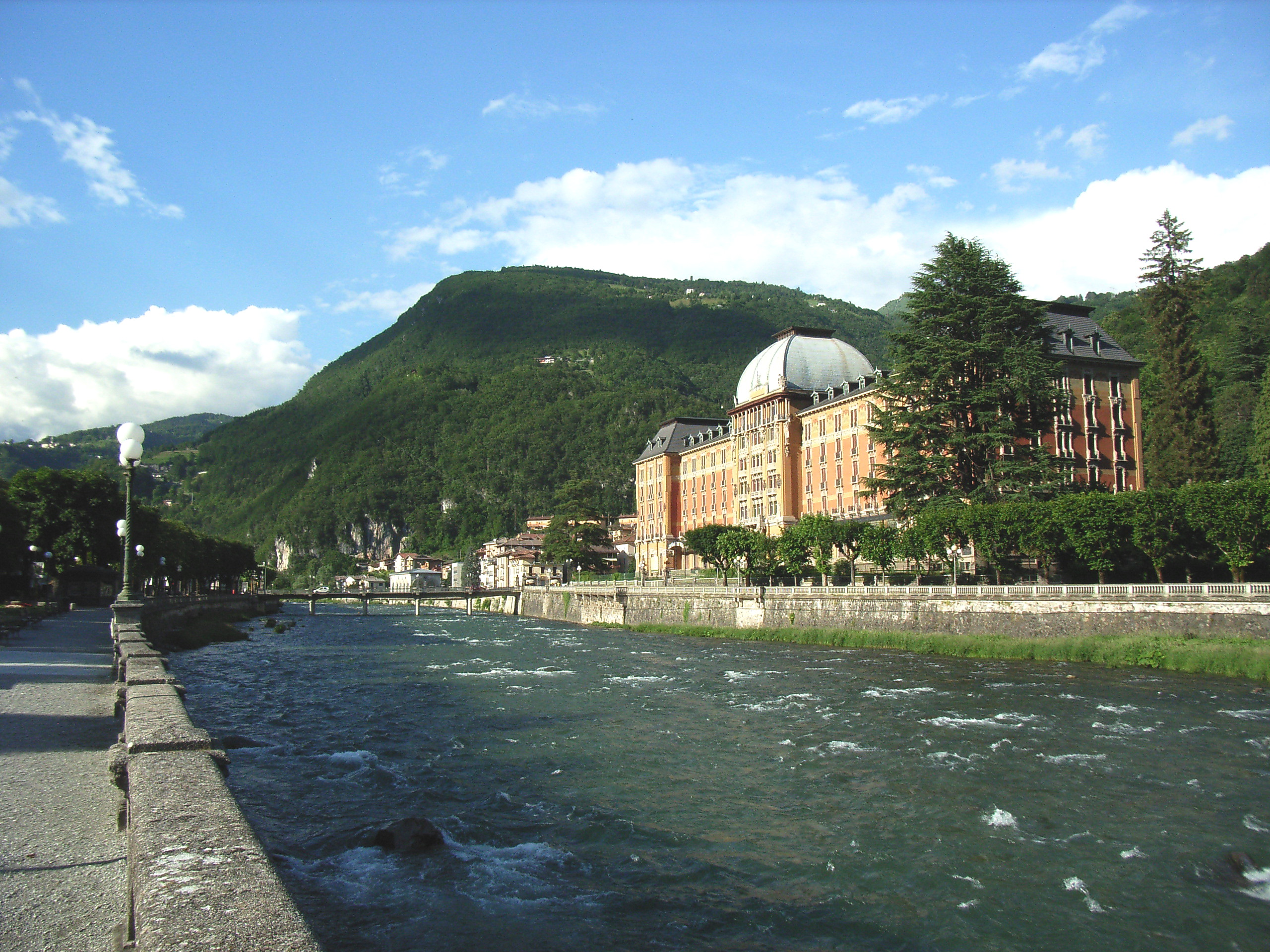
فندق غراند سان بيليغرينو تيرمي

سان بيليغرينو تيرمي (San Pellegrino Terme) هي كومونا (بلدية) في مقاطعة بيرغامو، لومبارديا، إيطاليا. تقع في «فال بريمبانا» (Val Brembana)، وهي موطن شركة المشروبات «سان بيليغرينو» (San Pellegrino)، حيث يتم إنتاج مشروبات المياه المعدنية الغازية.

## المدن التوأم
- برغدورف (سويسرا)
- لارينو، إيطاليا
- La Salle-les-Alpes، فرنسا